# Hypocacculus fugitivus
Hypocacculus fugitivus är en skalbaggsart som beskrevs av Desbordes 1925. Hypocacculus fugitivus ingår i släktet Hypocacculus och familjen stumpbaggar. Inga underarter finns listade i Catalogue of Life.